# Nikolaj Frobenius
Nikolaj Frobenius (* 29. September 1965 in Oslo) ist ein norwegischer Schriftsteller und Drehbuchautor. Er gilt als eine der wichtigsten literarischen Stimmen seiner Generation in Norwegen. Sein Roman Latours katalog (dt. Der Anatom) machte ihn auch über die Landesgrenzen hinaus bekannt.

## Leben
Frobenius debütierte 1986 als Autor mit Virvl, einem Sammelband mit Lyrik und Prosatexten. Seither hat er zahlreiche Romane geschrieben. Seine Werke wurden in 17 Sprachen übersetzt und gewannen eine Reihe literarischer Auszeichnungen.
Nach seiner Ausbildung am London Institute zum Master in „Recherche und Drehbuchschreiben“ begann Frobenius auch Drehbücher zu schreiben, unter anderem für den Film Todesschlaf (1997) und das norwegische Filmdrama Dragonfly (2001). Sein Drehbuch zu Todesschlaf (Originaltitel Insomnia) wurde 2002 für den  US-amerikanischen Film Insomnia – Schlaflos von Christopher Nolan adaptiert.
2004 veröffentlichte Frobenius den Roman Teori og praksis, nach eigener Aussage „eine verlogene Autobiographie“ über seine Kindheit in Rykkinn. Das Buch wurde 2011 als Sons of Norway verfilmt; das Drehbuch zum Film verfasste Frobenius selbst. Frobenius’ Einsatz für die norwegische Filmindustrie, u. a. als Gutachter für den Norwegischen Filmfond von 2005 bis 2009, machte ihn zu einer bekannten Größe im Filmgeschäft.
Neben seiner Arbeit als Drehbuchautor und Schriftsteller arbeitete Frobenius von 1998 bis 2001 auch als Redakteur des literarischen Journals Vinduet.

## Werke
- Der Anatom. Übers. Günther Frauenlob, Luchterhand, München 1998, ISBN 3-630-86975-0.
- Andere Orte. Übers. Günther Frauenlob, Luchterhand, München 2003 ISBN 3-630-87138-0.
- Der schüchterne Pornograph. Übers. Gabriele Haefs, Onkel & Onkel, Berlin 2011, ISBN 978-3-940029-88-1